# Prunetta
Prunetta è un paese della provincia di Pistoia, frazione del comune di San Marcello Piteglio.

## Geografia fisica
È posto in posizione panoramica sullo spartiacque appenninico a poco meno di 1000 m slm, a cavallo fra le valli del torrente Lima, che scorre verso il mar Tirreno, e quella del fiume Reno che scorre verso l'Adriatico.
Quest'ultimo fiume ha le sue sorgenti (1080mt) sul monte Le Lari (1200 mt) che sovrasta Prunetta.
Particolare la posizione della Chiesa, sulla quale le acque piovane che cadono sulla falda del tetto posta ad est raggiungono l'Adriatico mentre quelle che cadono sulla falda ad Ovest sfociano nel Tirreno.
Il paese proprio per le sue peculiarità naturalistiche è attraversato dal Sentiero CAI 00 e dal Cammino di San Bartolomeo. È inoltre il punto geograficamente più alto di accesso all’ Oasi WWF DYNAMO.
Dal punto di vista naturalistico il paese è immerso in una ricca vegetazione dominata, a seconda delle zone, da faggi, castagni, querce e abeti. Questa alternanza di boschi compone un mosaico fortemente differenziato e nello steso tempo essenziale per la biodiversità presente.
L’abitato sorge geologicamente su di una vasta area di Arenaria Superiore.

## Storia
Il nome Prunetta appare per la prima volta in un documento dell'archivio dei principi Corsini di Firenze relativo ad un acquisto di terreno fatto nel 1484, ma da molto prima esisteva in questa località un ospedale per pellegrini dei cavalieri Templari, distrutto al tempo della soppressione di questo Ordine. Dalle rovine di questo Ospedale gli abitanti di Prunetta hanno ricavato per secoli materiale per la costruzione delle proprie abitazioni, materiale ancora ben visibile in numerose case del paese. La Storia del paese è scandita da alcune tappe fondamentali per lo più legate alla sua posizione geografica, rispetto alla viabilità, nelle varie fasi storiche
La prima fase risale alla seconda metà del secolo XI (le prime fonti risalgono al 1085) quando nei pressi del paese fu edificato l’‘’Ospitale della Croce Brandegliana’’, (una struttura posta lungo un’importante strada di valico dell’epoca). Come altre simili, era dedicata al ricovero dei viandanti e dei pellegrini
La struttura vide nei due secoli successivi il maggiore sviluppo e intorno a questa si realizzarono una chiesa, un mulino e le case dei conversi.
Intorno alla metà del ‘300 il Comune di Pistoia trasformò quello che era stato un ospitale in cui si esercitava l’ospitalità, in una vera e propria opera di fortificazione della strada. Una fortificazione alle dirette dipendenze del Comune che li vi insediò un capitano ed alcuni armigeri.
Con il passaggio di Pistoia sotto l’egemonia di Firenze cominciò il declino e la rovina dell'insediamento. Fu necessario aspettare alcuni secoli prima che, intorno alla fine del ‘500 con le riforme introdotte nel 1593 dal granduca di Toscana nell’organizzazione militare della montagna pistoiese, il valico di Prunetta tornasse ad essere una delle principali piazzeforti delle milizie montane, riesumando quella che era stata l’antica funzione dell’Ospitale della Croce Brandegliana nella fase comunale.
Con la divisione in quattro parti del Capitanato della Montagna a metà del XVII Secolo, dalle rovine di quell’ antico insediamento nacque una chiesa per la milizia medicea e intorno a questa il primo insediamento urbano del paese; gran parte della pietra che verrà usata per edificare il paese sarà reperita dalle rovine di quegli edifici, compresi i fregi e le pietre scolpite, ancor oggi visibili sulle facciate delle case.
I primi abitanti furono dunque soldati, successivamente vi affluirono altri dai paesi vicini, in parte asserviti alle necessità del corpo di guardia Durante il periodo Mediceo e poi Leopoldino Prunetta si trovò a vivere vicende analoghe a quelle degli altri paesi della montagna. Il paese, nonostante le difficoltà e la miseria dei periodi, anagraficamente crebbe, fino alle 730 persone del censimento del 1910.
Il paese ebbe un momento di grande notorietà turistica fra gli inizi del 900 e la metà dello stesso secolo quando la media e alta borghesia del tempo lo frequentava abitudinariamente come stazione climatica; questa notorietà gli valse l’appellativo di “La Perla della Toscana”. In quel periodo si annovera anche la presenza nel 1913 di Giacomo Puccini presso l'allora Pensione Rossini oggi Le Lari.
Altro periodo storico significativo, per il paese, fu quello della seconda guerra mondiale. 
Nel primi anni di guerra, Prunetta fu uno dei comuni toscani designati come luogo di internamento civile per ebrei stranieri. Vi furono confinati una decina di ebrei, componenti della famiglia Fis(ch)er, profughi dalla Croazia. Dopo l'8 settembre 1943 e la nascita della Repubblica Sociale Italiana, gli internati ebrei furono arrestati, condotti alle carceri di Pistoia per essere quindi deportati. Fu uno dei nuclei maggiori di ebrei arrestati nella provincia di Pistoia. Dall'arresto si salvò solo il piccolo Massimiliano Fischer, grazie all'intervento di una famiglia del luogo, i Bragagnolo, che lo fecero passare come loro figlio. 
Con l'avvicinarsi del fronte, la posizione dominante sulle vallate del Reno, della Lima e del Vincio di Brandeglio determinarono il fatto che il paese e le zone limitrofe furono ricomprese nella cosiddetta Linea Gotica o meglio Linea Verde 1 che doveva rappresentare il primo baluardo appenninico alla risalita delle forze alleate. Tutt’oggi nei dintorni del paese sono visibili le tracce della fortificazioni approntate dalla organizzazione Todt su ordine delle forze nazifasciste.
Sempre durante il secondo conflitto bellico significativa fu la presenza e permanenza delle truppe della 10th Mountain Division Usa che vi si insediarono dopo il loro arrivo in Italia fra la fine del 44 e i primi del 45 e dove, per più di un mese, si prepararono per la ripresa delle ostilità dopo lo stop invernale e lo sfondamento definitivo della linea gotica fra metà di febbraio ed aprile 1945.

## Chiesa
Prunetta ebbe la sua chiesa parrocchiale (dedicata a san Basilio) sul finire del XVIII secolo e nel 1938 tutto il suo territorio venne riunito nel Comune di Piteglio.

## Comunicazioni
Prunetta ha una buona posizione logistica essendo posta alla confluenza della strada proveniente da Pistoia con quella che unisce la Valdinievole con la statale dell'Abetone; si raggiunge in circa 20 minuti da Pistoia tramite la SS 66 fino a Le Piastre e poi percorrendo la strada Provinciale Le Piastre Prunetta; chi Proviene da Montecatini Terme compie in analoghi tempi il percorso tramite la Statale 633.

## Economia

### Turismo
Per questa sua posizione e per l'altitudine è apprezzata meta di villeggiatura durante il periodo estivo, avvalendosi anche della attività della locale Pro Loco. Attualmente il Paese conta alcune attività artigianali ed esercizi commerciali di vario genere compreso una farmacia e conta su di buon afflusso turistico nei mesi estivi.
Sono presenti due associazioni, la già menzionata Pro Loco di Prunetta e la Croce Verde di Prunetta, molto attive sul territorio.